# Rafael Núñez nemzetközi repülőtér
Az El Dorado nemzetközi repülőtér (IATA: CTG, ICAO: SKCG) egy nemzetközi repülőtér Kolumbiában Cartagena közelében. Éves utasforgalma 7 087 788 fő (2022).

## Légitársaságok és úticélok
2023-ban a Rafael Núñez nemzetközi repülőtérről az alábbi járatok indulnak:

### Személy
| Légitársaság             | Célállomások                                                          |
| ------------------------ | --------------------------------------------------------------------- |
| Air Century              | Santo Domingo–La Isabela                                              |
| Air Transat              | Szezonális: Montréal–Trudeau, Toronto–Pearson                         |
| American Airlines        | Miami                                                                 |
| Arajet                   | Santo Domingo–Las Américas                                            |
| Avianca                  | Bogotá, Bucaramanga, Cali, Medellín–JMC, Miami, New York-JFK, Pereira |
| Avianca Costa Rica       | San José (CR), Santiago de Chile                                      |
| Copa Airlines            | Panama City–Tocumen                                                   |
| Delta Air Lines          | Atlanta (2023 december 22 után)                                       |
| EasyFly                  | Armenia, Bucaramanga, Cúcuta, Manizales                               |
| Edelweiss Air            | Zurich (2023 november 22 után)                                        |
| JetBlue                  | New York–JFK                                                          |
| JetSmart Perú            | Lima (2023 december 7 után)                                           |
| KLM                      | Amszterdam                                                            |
| LATAM Colombia           | Bogotá, Cali, Medellín–Córdova, San Andrés Island                     |
| LATAM Perú               | Lima                                                                  |
| Plus Ultra Líneas Aéreas | Madrid                                                                |
| Spirit Airlines          | Fort Lauderdale, Orlando                                              |
| Wingo                    | Bogota, Cali, Medellín–Córdova Panama City–Balboa, San Andrés Island  |

### Cargo
| Légitársaság                | Úticélok |
| --------------------------- | -------- |
| Líneas Aéreas Suramericanas | Bogotá   |

## Forgalom
Az utasforgalom az elmúlt években az alábbi módon változott:
| Utasok száma | 1 126 374 | 1 486 691 | 1 443 755 | 2 118 679 | 2 815 734 | 3 388 520 | 3 898 628 | 5 184 315 | 1 879 635 | 7 087 788 |
|              | 2004      | 2006      | 2008      | 2010      | 2012      | 2014      | 2016      | 2018      | 2020      | 2022      |

## Kifutópályák
A repülőtér futópályái:
- 01/19 (2390 m, 45 m)